# Norma Vermeulen

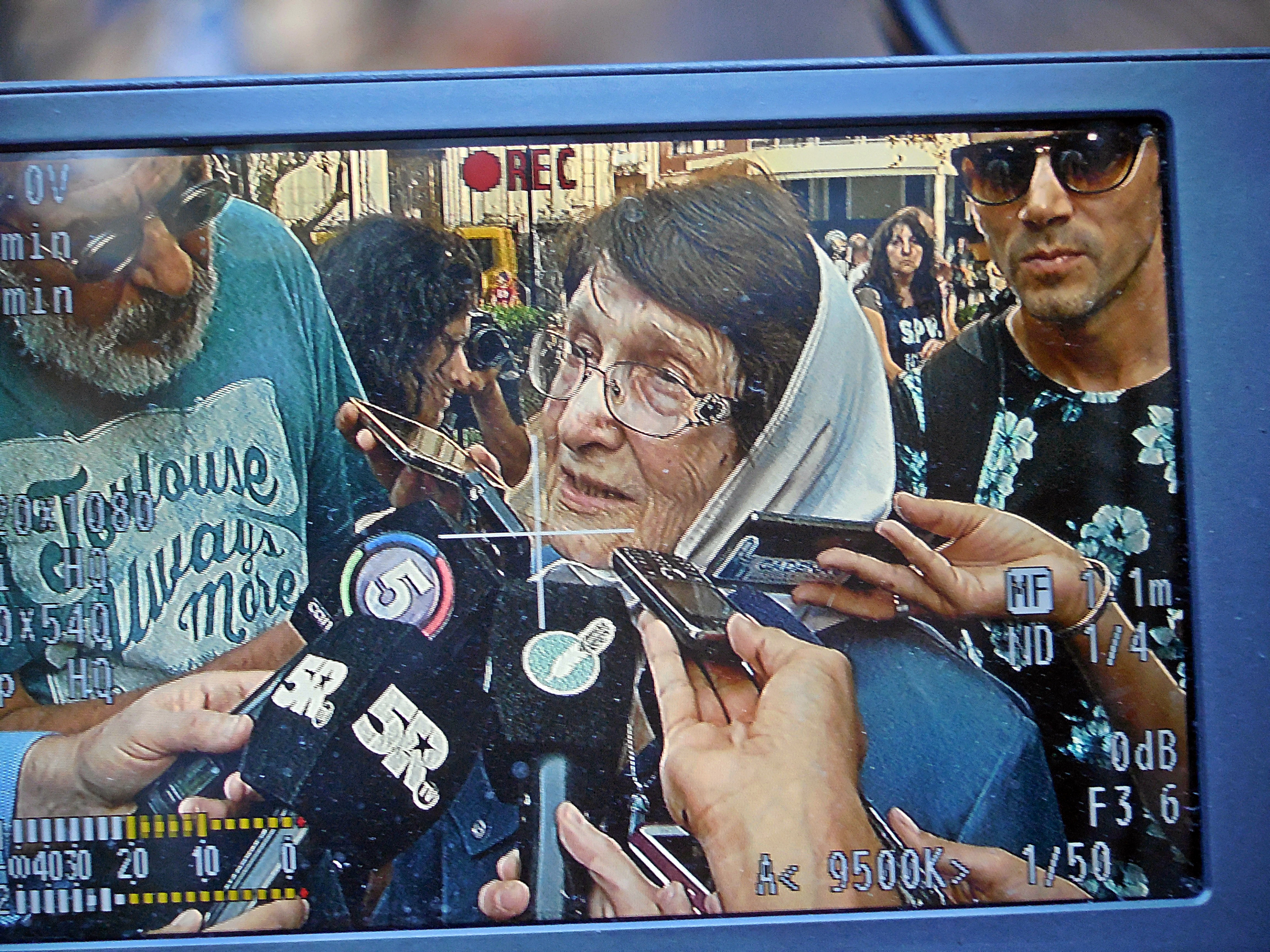
Norma en la Plaza, el 4 de mayo de 2017

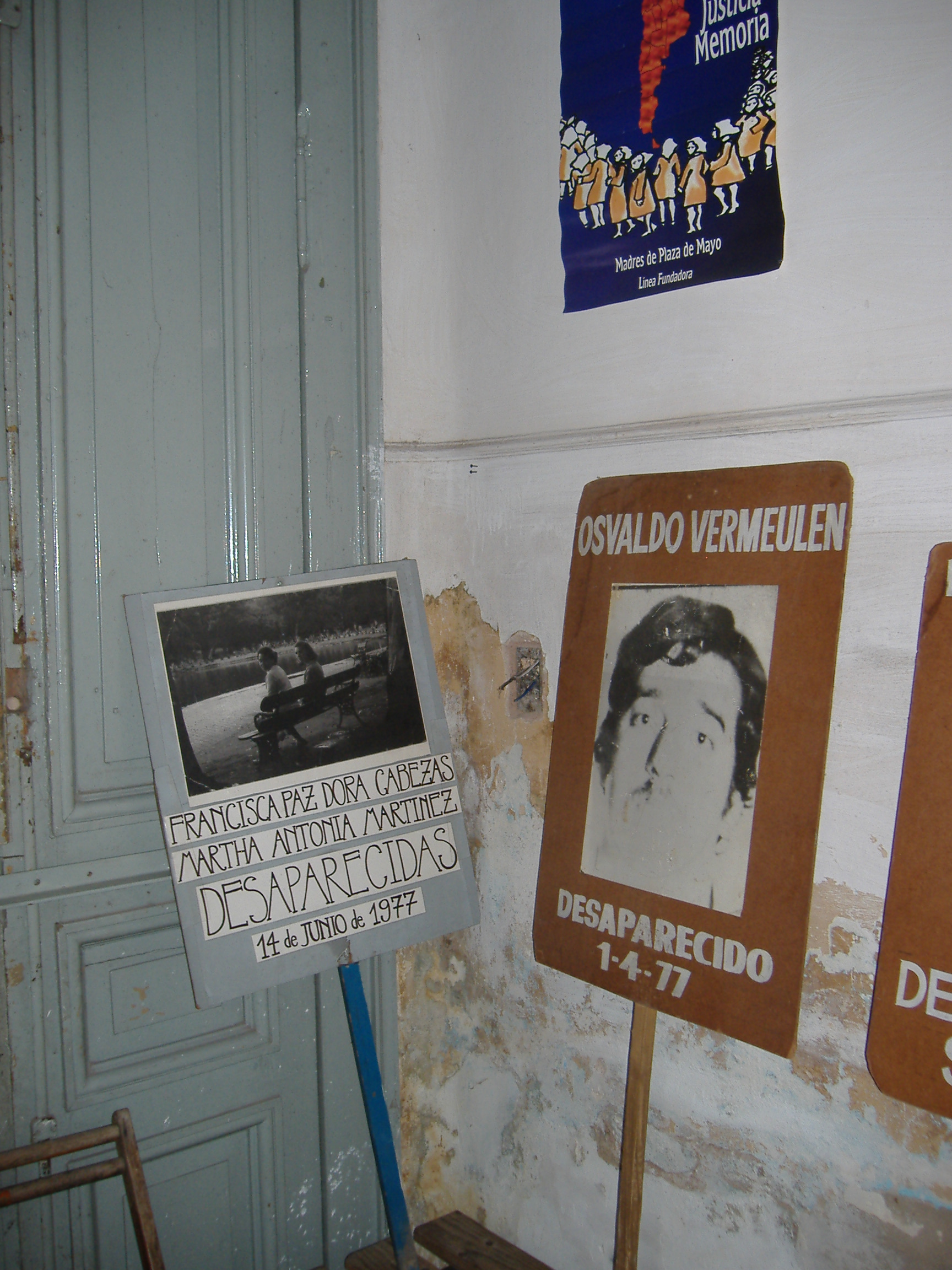
Cartel de desaparecidos de Rosario: Osvaldo Vermeulen

Norma Birri de Vermeulen (Rosario, Santa Fe; 19 de mayo de 1930-5 de mayo de 2018) fue una activista argentina por los derechos humanos, madre de la plaza 25 de Mayo de Rosario.

## Datos biográficos
En Alberdi empezó la escuela primaria, la misma donde mucho tiempo después fue homenajeada. En 1950 se casó con Agustín (f. 2011) y tuvieron dos hijos: Jorge y Osvaldo. 

### Osvaldo Mario Vermeulen
Pupa, nacido el 3 de enero de 1954, dos años después que su hermano Jorge. Ambos eran empleados bancarios y Osvaldo estudiaba  Ciencias económicas en la Universidad Nacional de Rosario. Militante de la Juventud Trabajadora Peronista y Montoneros y en un dispensario en Villa la Cerámica. Estaba casado y tenía una hija pequeña. Secuestrado en Rosario por la última dictadura militar a los 23 años. La policía los tiroteó y un compañero que estaba con él cayó muerto. Fue llevado herido al centro clandestino de detención El Pozo, antes de su asesinato ocurrido cinco o seis días más tarde, continuando desaparecido. Luego de su secuestro, el padre habló con el segundo del represor Feced quién le mintió diciendo que había sido un enfrentamiento y Osvaldo había escapado.

## Militancia
Norma integró la Asociación de Familiares de Desaparecidos y Detenidos por Razones Políticas entre 1977 y 1985. A fines de 1977, conoció a Nelma Jalil quién le dio informaciones del secuestro de su hijo. y que se estaban reuniendo en la casa de una compañera, Lucrecia Martínez con otros activistas como Fidel Toniolli o Ángel Alba. Desde 1988 forma parte de la organización Madres de la Plaza 25 de Mayo (Rosario). 
"Hay que acordarse de todo, para no olvidar. El caso de nuestra historia, de nuestro país, es un caso especial, hay que acordarse para que no se vuelva a repetir" afirma Norma.

## Actividades
La mayoría de las Madres que conformaron el grupo inicial ya fallecieron,  aunque otras como Elsa Massa y Norma Vermeulen,  pese a sus edades avanzadas, siguen luchando, participando de las marchas de los jueves y entre 2010 y 2017 en numerosos eventos y actividades, como por ejemplo, homenaje del gobierno local,, provincial, o nacional. También con artistas, organizaciones sociales, o educativas,, centros clandestinos de detención  con las madres de los estudiantes desaparecidos en Ayotzinapa, espacios de memoria, cárceles,
universidades,, inauguración de obras artísticas sobre la memoria, instalaciones deportivas, marchas y movilizaciones o presentaciones de libros
Norma Vermeulen junto a Elsa Massa,  son las únicas dos madres que continúan marchando los jueves, pero la cantidad de hijos e hijas, tías y tíos y otros miembros de la familia que todavía están tratando de recuperarse de las acciones de la dictadura militar hace 40 años es mucho mayor.

## Homenajes
- "Este no es un homenaje para mí, es para los 30 mil, porque si no hubiera sido por ellos nosotras no estaríamos acá", dijo Vermeulen en un acto junto a Adela Panelo de Forestello, entre otras, homenaje de la Universidad Nacional de Rosario.[25]
- En 2016 la Cámara de Diputados de Santa Fe distinguió a un grupo de mujeres destacadas de la provincia entre ellas a Norma Vermeulen y Chiche Massa.[26]
- Norma Vermeulen, entregó al Museo de la Memoria el "archivo Vermeulen", los archivos que colectara durante más de tres décadas de lucha contra la impunidad.[27][28]